# Futbolista azerbaidjanès de l'any

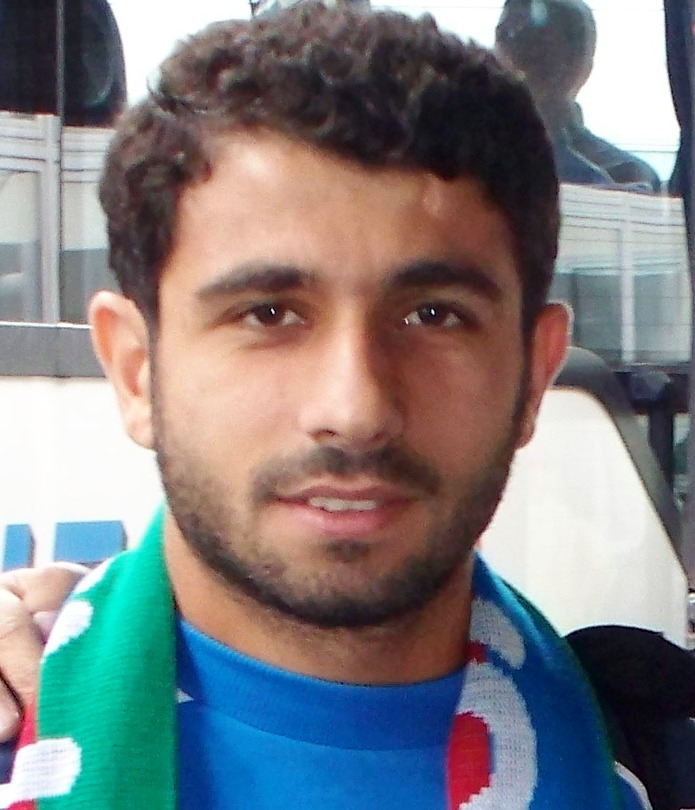
Rəşad Sadıqov té el rècord amb sis títols de futbolista azerbaidjanès de l'any.

El premi al futbolista azerbaidjanès de l'any és un guardó per al millor jugador de l'any a la Lliga Premier de l'Azerbaidjan.
El guardó va ser instituït el 1991, després de la independència del país i que és atorgat per l'Associació de Federacions de Futbol de l'Azerbaidjan des de 1992. El premi es decideix mitjançant la votació d'un jurat, format per periodistes esportius i experts de l'associació.

## Quadre d'honor
| Any  | Guanyador         |
| ---- | ----------------- |
| 1991 | Samir Ələkbərov   |
| 1992 | Samir Ələkbərov   |
| 1993 | Samir Ələkbərov   |
| 1994 | Yunis Hüseynov    |
| 1995 | No adjudicat      |
| 1996 | Vidadi Rzayev     |
| 1997 | Faig Jabbarov     |
| 1998 | Yunis Hüseynov    |
| 1999 | Tərlan Əhmədov    |
| 2000 | Emin Ağayev       |
| 2001 | Zaur Tağızadə     |
| 2002 | Samir Əliyev      |
| 2003 | Qurban Qurbanov   |
| 2004 | Rəşad Sadıqov     |
| 2005 | Rəşad Sadıqov     |
| 2006 | Ceyhun Sultanov   |
| 2007 | Mahmud Qurbanov   |
| 2008 | Kamran Ağayev     |
| 2009 | Vaqif Cavadov     |
| 2010 | Rəşad Sadıqov     |
| 2011 | Rauf Əliyev       |
| 2012 | Ruslan Abışov     |
| 2013 | Rəşad Sadıqov     |
| 2014 | Qara Qarayev      |
| 2015 | Rahid Amirguliyev |
| 2016 | Rashad Sadygov    |
| 2017 | Rashad Sadygov    |

### Victòries per futbolista
| Jugador           | Guanyadors | Anys                               |
| ----------------- | ---------- | ---------------------------------- |
| Rəşad Sadıqov     | 6          | 2004, 2005, 2010, 2013, 2016, 2017 |
| Samir Ələkbərov   | 3          | 1991, 1992, 1993                   |
| Yunis Hüseynov    | 2          | 1994, 1998                         |
| Vidadi Rzayev     | 1          | 1996                               |
| Faiq Cabbarov     | 1          | 1997                               |
| Tərlan Əhmədov    | 1          | 1999                               |
| Emin Ağayev       | 1          | 2000                               |
| Zaur Tağızadə     | 1          | 2001                               |
| Samir Əliyev      | 1          | 2002                               |
| Qurban Qurbanov   | 1          | 2003                               |
| Ceyhun Sultanov   | 1          | 2006                               |
| Mahmud Qurbanov   | 1          | 2007                               |
| Kamran Ağayev     | 1          | 2008                               |
| Vaqif Cavadov     | 1          | 2009                               |
| Rauf Əliyev       | 1          | 2011                               |
| Ruslan Abışov     | 1          | 2012                               |
| Qara Qarayev      | 1          | 2014                               |
| Rahid Amirguliyev | 1          | 2015                               |